# Jardim Japonês de Buenos Aires

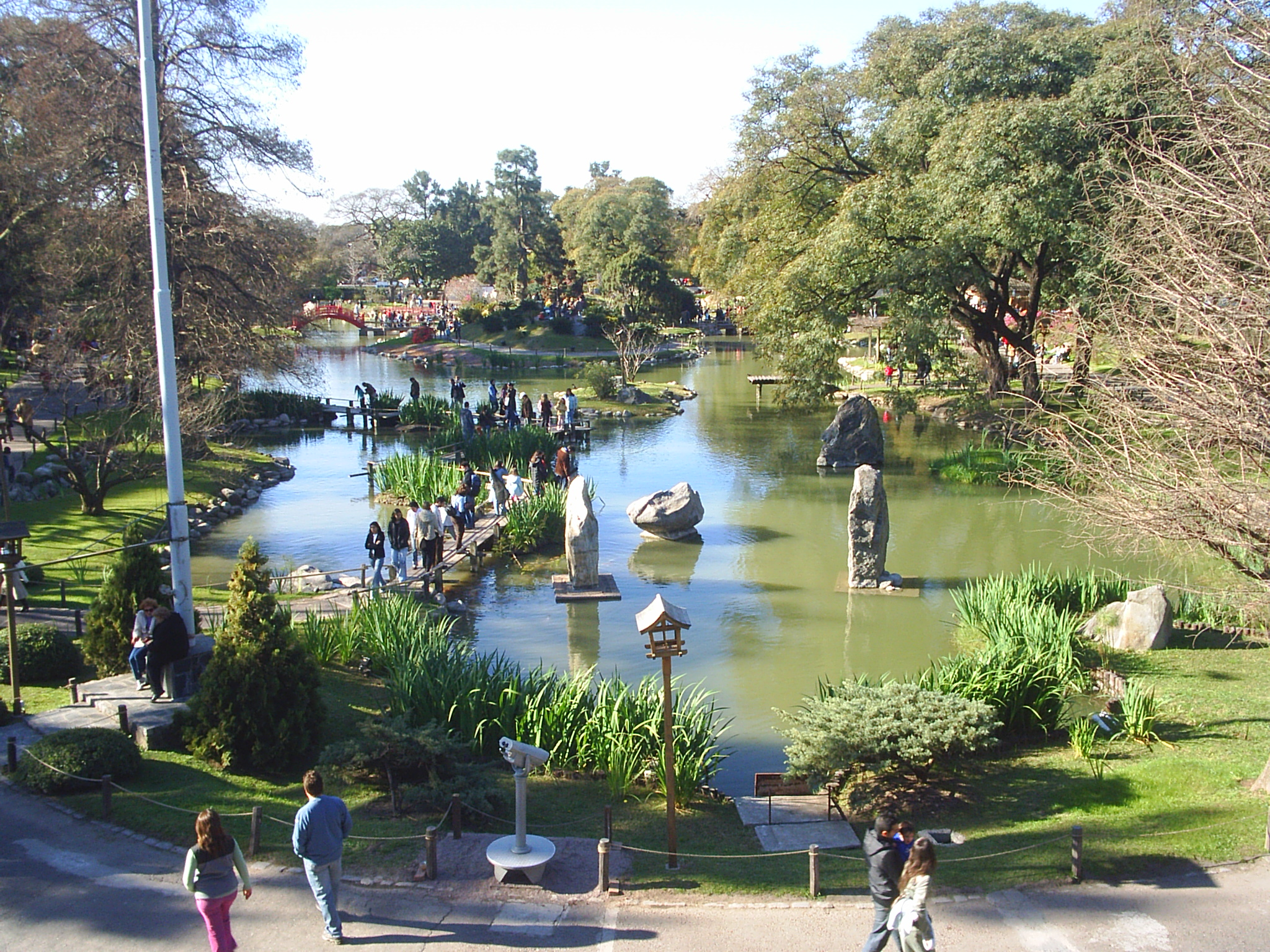
O Jardim Japonês.

O Jardim Japonês de Buenos Aires (em espanhol Jardín Japonés de Buenos Aires) foi construído no Parque Três de Fevereiro, situado no bairro de Palermo, em Buenos Aires, no ano de 1967, na ocasião da visita à Argentina do então príncipe-herdeiro do Japão, o ex-imperador Akihito.
Embora seja um espaço público, a entrada ao jardim é paga, e tudo que é arrecadado é destinado à manutenção do Complexo Cultural e Ambiental Jardim Japonês, este administrado pela Fundação Cultural Argentino-Japonesa. Além de árvores e plantas, o jardim contém um prédio no qual funcionam um centro de atividades culturais, um restaurante, um viveiro (onde é possível comprar bonsais) e uma tenda de artigos variados.
Todos os elementos do Jardim Japonês buscam a harmonia e o equilíbrio. As pontes constituem símbolos: existe uma muito curva e extremamente difícil de atravessar, chamada Puente de Dios (ou Ponte de Deus), que representa o caminho para o paraíso. Outra ponta se chama Puente Truncado conduz à "ilha dos remédios milagrosos".
Além de antigas árvores autóctones como a Tipuana tipu e a Paineira, encontra-se também uma grande variedade de plantas japonesas, entre elas a famosa Sakura, o Acer Palmatuny e as azaléias; no lago há uma grande quantidade de carpas de variadas cores, as quais podem ser alimentadas mediante comida balanceada adquirida no mesmo centro.
No centro se pode ver figuras com um claro estilo samurai, uma masculina e outra feminina.